# Verdets
 Verdets   es una población y comuna francesa, en la región de Aquitania, departamento de Pirineos Atlánticos, en el distrito de Oloron-Sainte-Marie y cantón de Oloron-Sainte-Marie-Est.

## Demografía
| 339 | 366 | 366 | 350 | 335 | 398 | 376 | 384 | 364 | 345 | 335 | 343 | 339 | 322 | 319 | 303 | 288 | 276 | 271 | 301 | 304 | 260 | 248 | 234 | 219 | 206 | 208 | 226 | 191 | 199 | 255 | 243 | 270 | 271 |
| Para los censos de 1962 a 1999 la población legal corresponde a la población sin duplicidades (Fuente: INSEE [Consultar]) |     |     |     |     |     |     |     |     |     |     |     |     |     |     |     |     |     |     |     |     |     |     |     |     |     |     |     |     |     |     |     |     |     |